# Élie Baup
Élie Baup (nacido el 17 de marzo de 1955 en Saint-Gaudens, Francia) es un exfutbolista y entrenador de fútbol francés. Su último equipo fue el Olympique de Marsella.

## Trayectoria

### Como jugador
Baup era guardameta. Su carrera como futbolista se desarrolló en modestos clubes franceses. Debutó en 1966 con el US Larroque, donde permaneció cuatro años. Luego pasó por el US Toulouse y el SO Mazamet durante otros cuatro años. Finalmente, se retiró en 1981, formando parte del AS Muret, al sufrir un accidente de tráfico que le fracturó las cervicales. 

### Ccomo entrenador
Inicios
Su trayectoria como técnico comenzó en 1982, al frente del CO Castelnaudary, donde estuvo dos años. Posteriormente trabajó en las categorías inferiores del Toulouse FC y del AS Saint-Étienne, hasta que en 1994 pasó a ser entrenador de este último equipo en lugar de Jacques Santini. Fue destituido en febrero de 1996 a raíz de los malos resultados, aunque su sustituto, Dominique Bathenay, tampoco pudo salvar al equipo del descenso.
Girondins de Burdeos
En verano de 1997, fue nombrado segundo entrenador del Girondins de Burdeos, pero en diciembre fue promocionado a primer entrenador del equipo como consecuencia del cese de Guy Stephan. El equipo bordelés terminaría la temporada 1997-98 como 6.º clasificado, y posteriormente ganó la Ligue 1 1998/99 y la Copa de la Liga en 2002. En octubre de 2003, tras un flojo arranque de temporada, fue destituido y reemplazado por Michel Pavon.
AS Saint-Étienne
Regresó al Saint-Étienne en 2004, con el equipo recién ascendido a la Ligue 1, y acabó el campeonato en 6.º puesto. Decidió dejar el banquillo del Stade Geoffroy-Guichard al terminar la Ligue 1 2005-06, habiendo obtenido el 13.er puesto.
Toulouse FC
Pronto llegó al Toulouse FC, al que logró clasificar para la ronda previa de la Liga de Campeones de la UEFA 2007-08 gracias a su 3.ª posición en la Ligue 1 2006-07. Sin embargo, la temporada siguiente fue más complicada, y tuvo discrepancias con el presidente Olivier Sadran en relación con los traspasos. El 30 de mayo de 2008, después de conseguir una sufrida permanencia y pese a quedarle un año de contrato, fue despedido y su vacante la ocupó su hasta entonces asistente Alain Casanova.
FC Nantes
El 4 de septiembre de 2008, fue contratado por el FC Nantes para el resto de la Ligue 1 2008-09, pero no pudo obtener la permanencia y abandonó el club al término de la temporada.
Olympique de Marsella
El 4 de julio de 2012, fue nombrado nuevo entrenador del Olympique de Marsella para los dos próximos años, sustituyendo a Didier Deschamps. Al frente del OM, consiguió ganar los 6 primeros partidos de Liga, lo que supone el mejor arranque de la historia del club. Finalmente, su primera temporada dirigiendo al Marsella terminó de forma positiva, con el subcampeonato en la Ligue 1 2012-13, una clara mejora con respecto al 10.º puesto obtenido en la Ligue 1 2011-12. El 22 de noviembre de 2013, celebró con victoria su 500.º partido en la Ligue 1. Fue destituido el 7 de diciembre de 2013, tras una derrota ante el FC Nantes en la 17.ª jornada que dejaba al equipo en quinto puesto en la Ligue 1 y estando eliminado sin poder sumar un solo punto en la fase de grupos de la Liga de Campeones. Su sucesor, José Anigo, obtuvo peores registros.
Comentarista
Posteriormente, trabajó como analista de los partidos de la Ligue 1 para beIN Sports, tarea que desempeñó hasta el año 2020.

## Clubes

### Como jugador
| Club        | País    | Año       |
| ----------- | ------- | --------- |
| US Larroque | Francia | 1966-1970 |
| US Toulouse | Francia | 1970-1974 |
| SO Mazamet  | Francia | 1974-1978 |
| AS Muret    | Francia | 1978-1981 |

### Como entrenador
| Club                  | País    | Año       | P   | PG  | PE | PP | % v.  |
| --------------------- | ------- | --------- | --- | --- | -- | -- | ----- |
| CO Castelnaudary      | Francia | 1982-1984 | 26  | 5   | 8  | 13 | 19.23 |
| AS Saint-Étienne      | Francia | 1994-1996 | 71  | 15  | 23 | 33 | 21.13 |
| Girondins de Burdeos  | Francia | 1997-2003 | 274 | 134 | 66 | 74 | 48.91 |
| AS Saint-Étienne      | Francia | 2004-2006 | 87  | 27  | 34 | 26 | 31.03 |
| Toulouse FC           | Francia | 2006-2008 | 90  | 28  | 26 | 36 | 31.11 |
| FC Nantes             | Francia | 2008-2009 | 36  | 9   | 10 | 17 | 25    |
| Olympique de Marsella | Francia | 2012-2013 | 74  | 34  | 15 | 25 | 45.95 |

## Palmarés (como entrenador)
| Título          | Club                 | País    | Año  |
| --------------- | -------------------- | ------- | ---- |
| Ligue 1         | Girondins de Burdeos | Francia | 1999 |
| Copa de la Liga | Girondins de Burdeos | Francia | 2002 |